# دبورا شلتن

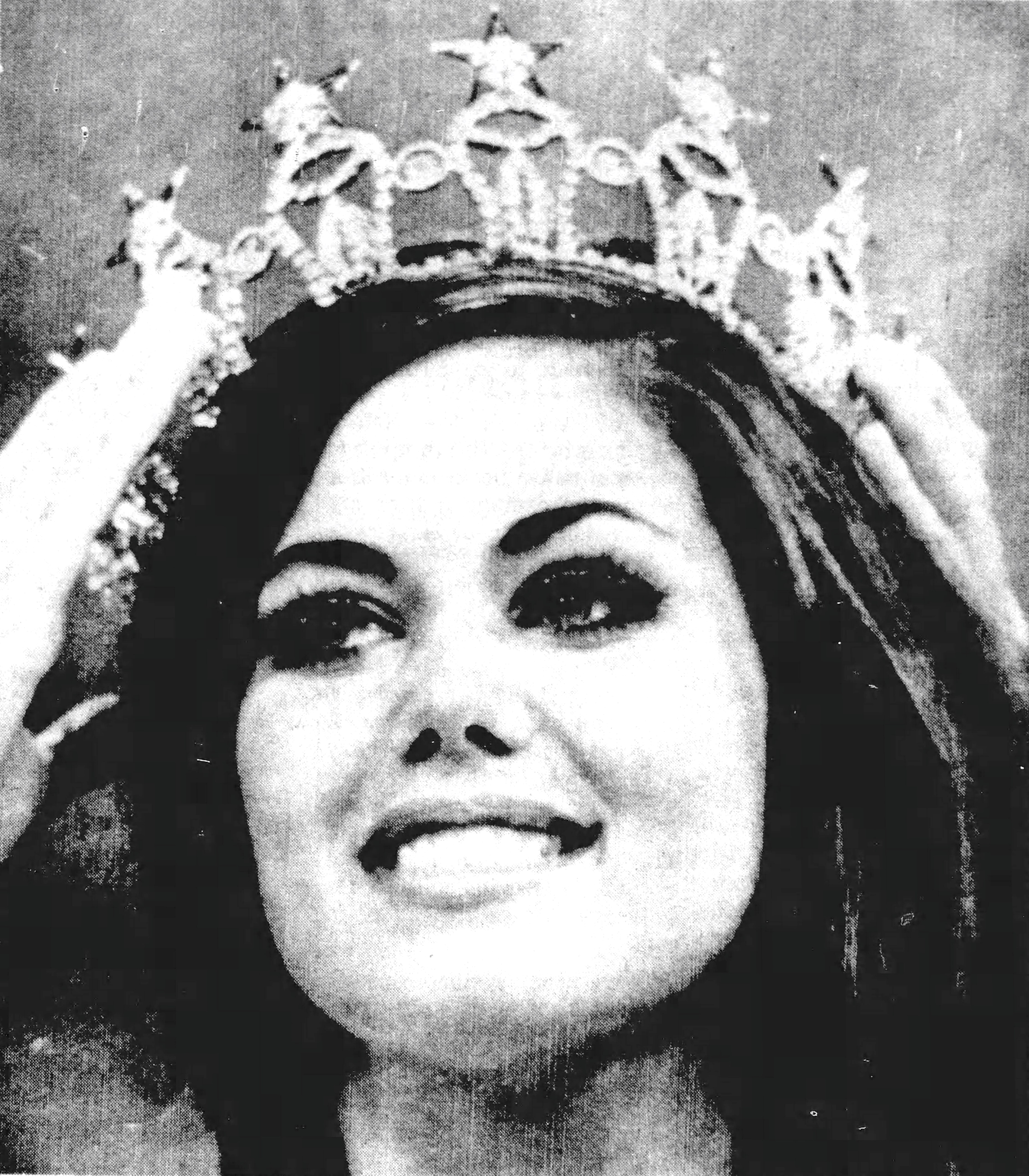
دبورا شلتن

 دبورا شلتن (انگلیسی: Deborah Shelton؛ زادهٔ ۲۱ نوامبر ۱۹۴۸) هنرپیشه، مدل و ملکه زیبایی اهل آمریکا است. او برنده ملکه زیبایی ایالات متحده آمریکا ۱۹۷۰ شده است و مقام اول بعد از برنده اصلی در مراسم دوشیزه جهان ۱۹۷۰ کسب کرد.